# گل آهاری
گل آهاری (نام علمی: Zinnia) نام یک سرده از زیرخانواده کاسنیان آستروئیده است.

## گونه‌ها
- گل آهار پیر و جوان Zinnia elegans

## نگارخانه

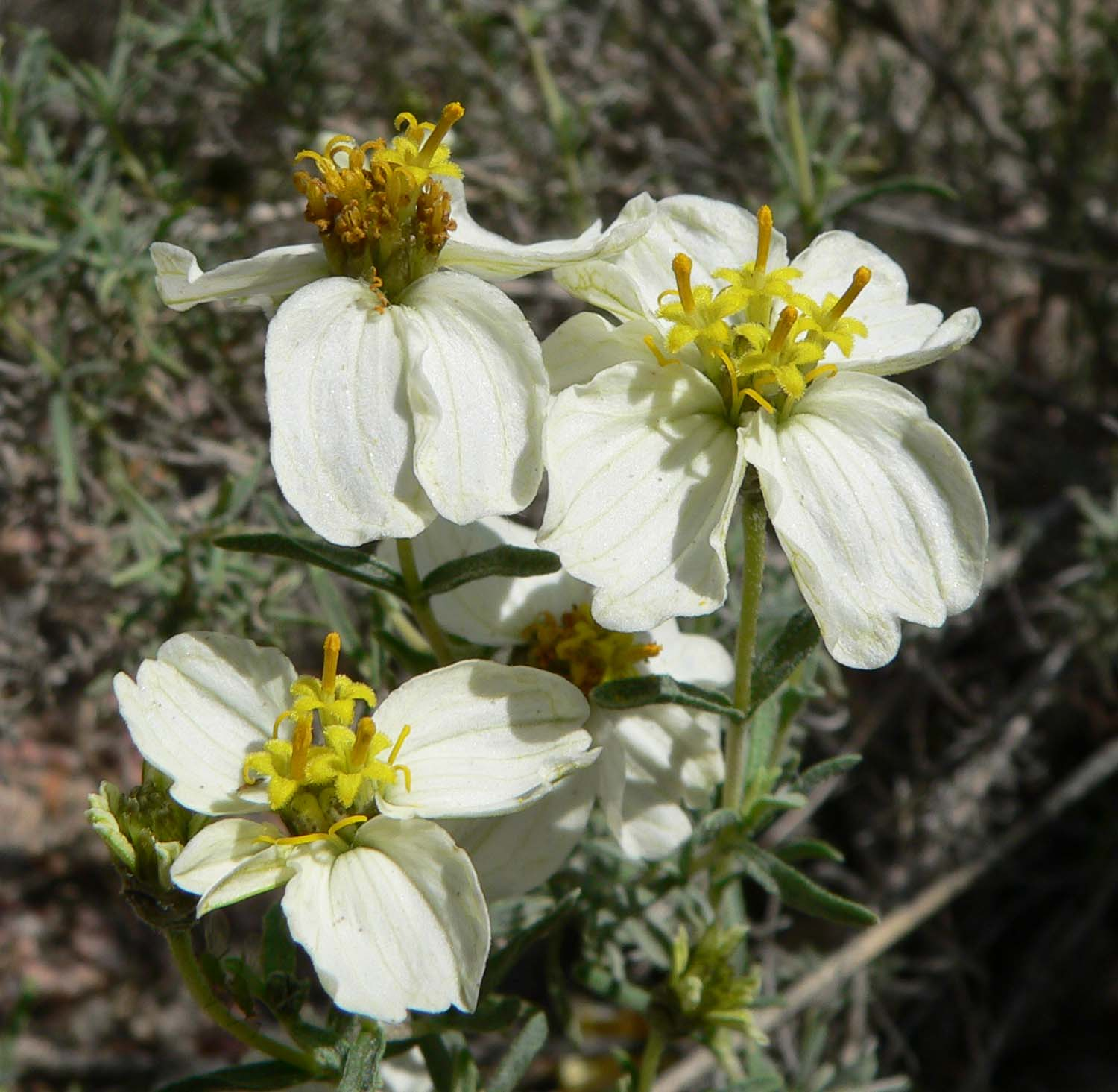
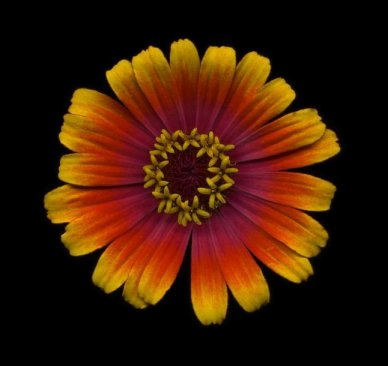
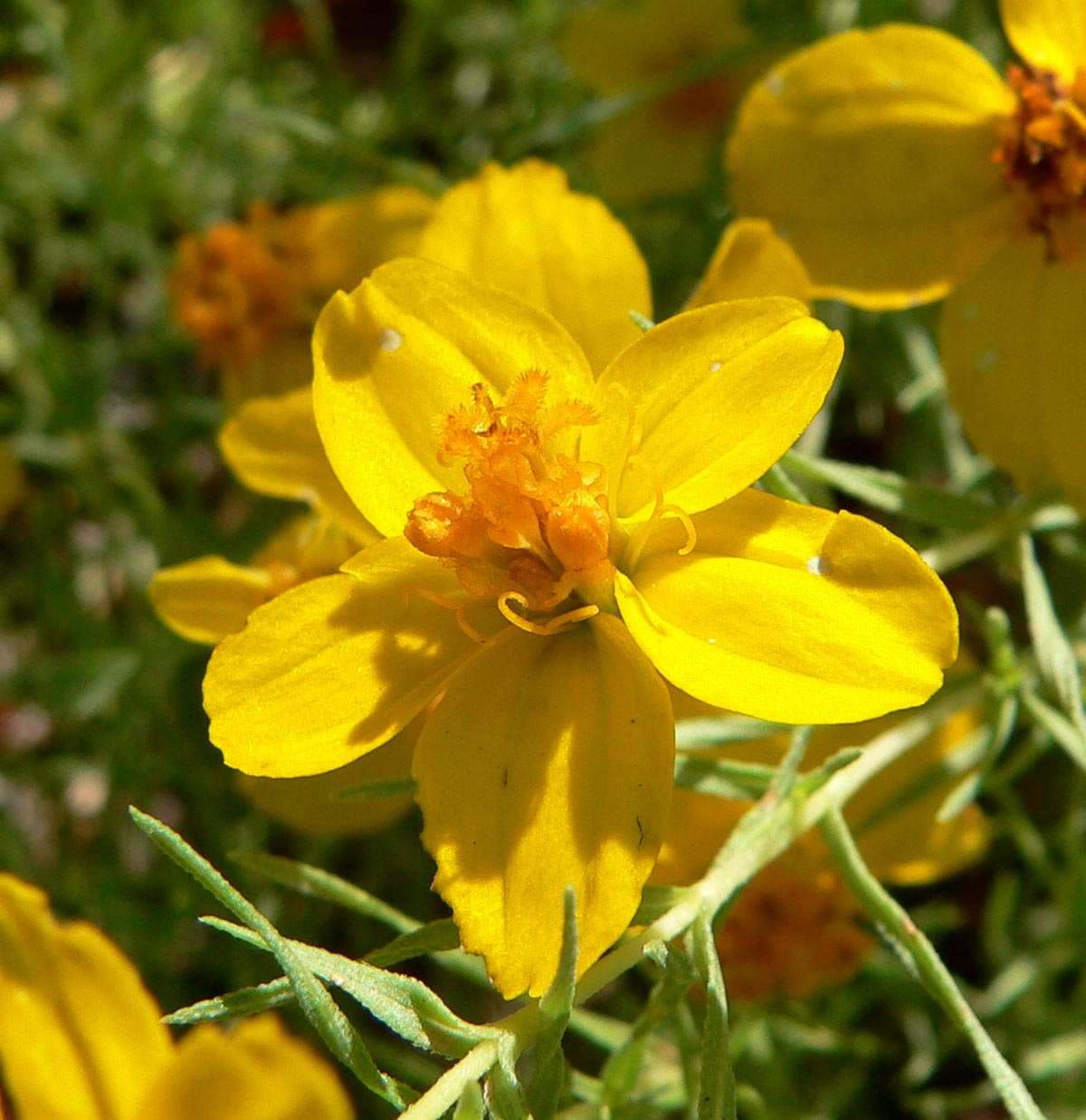
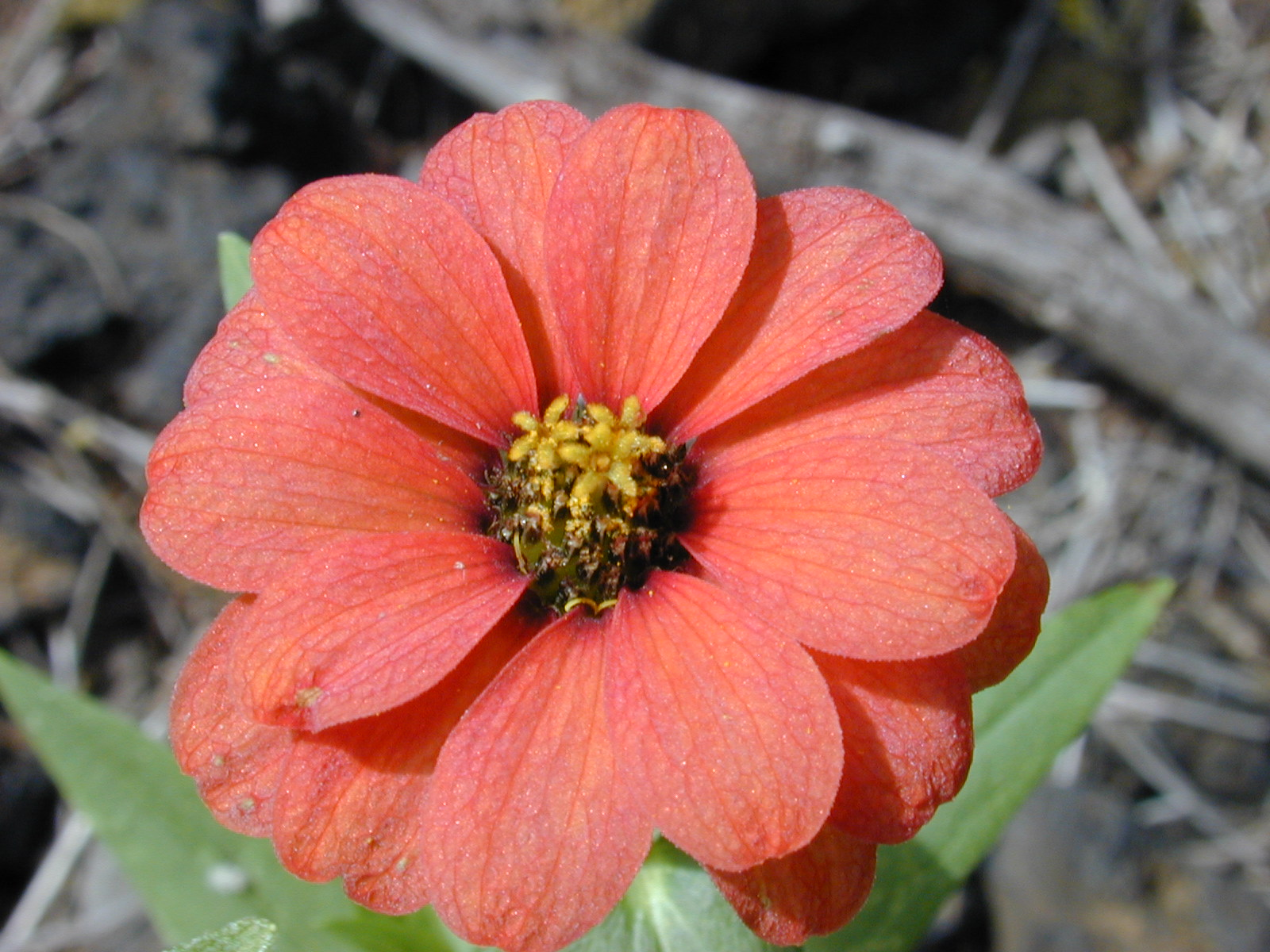
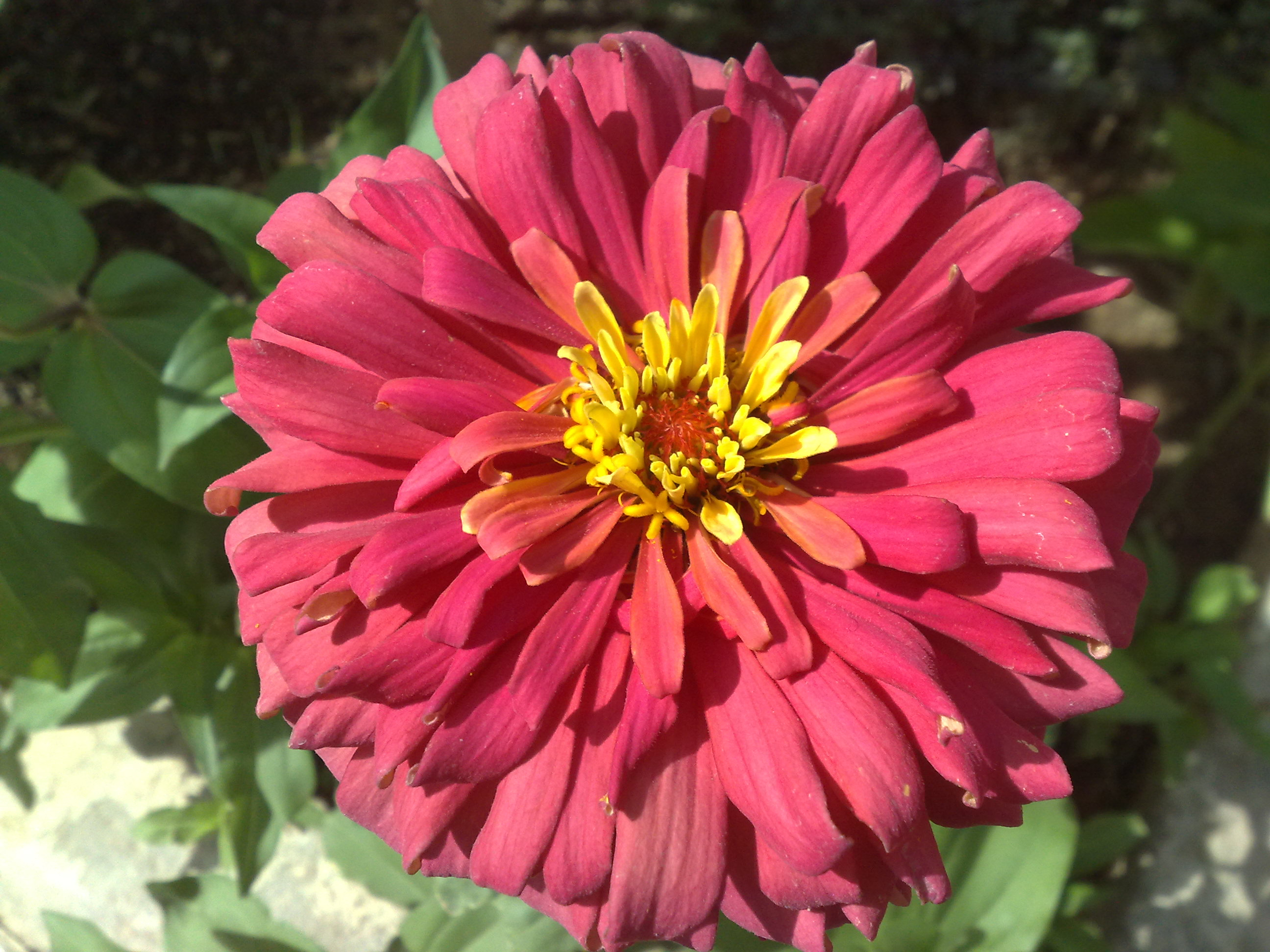
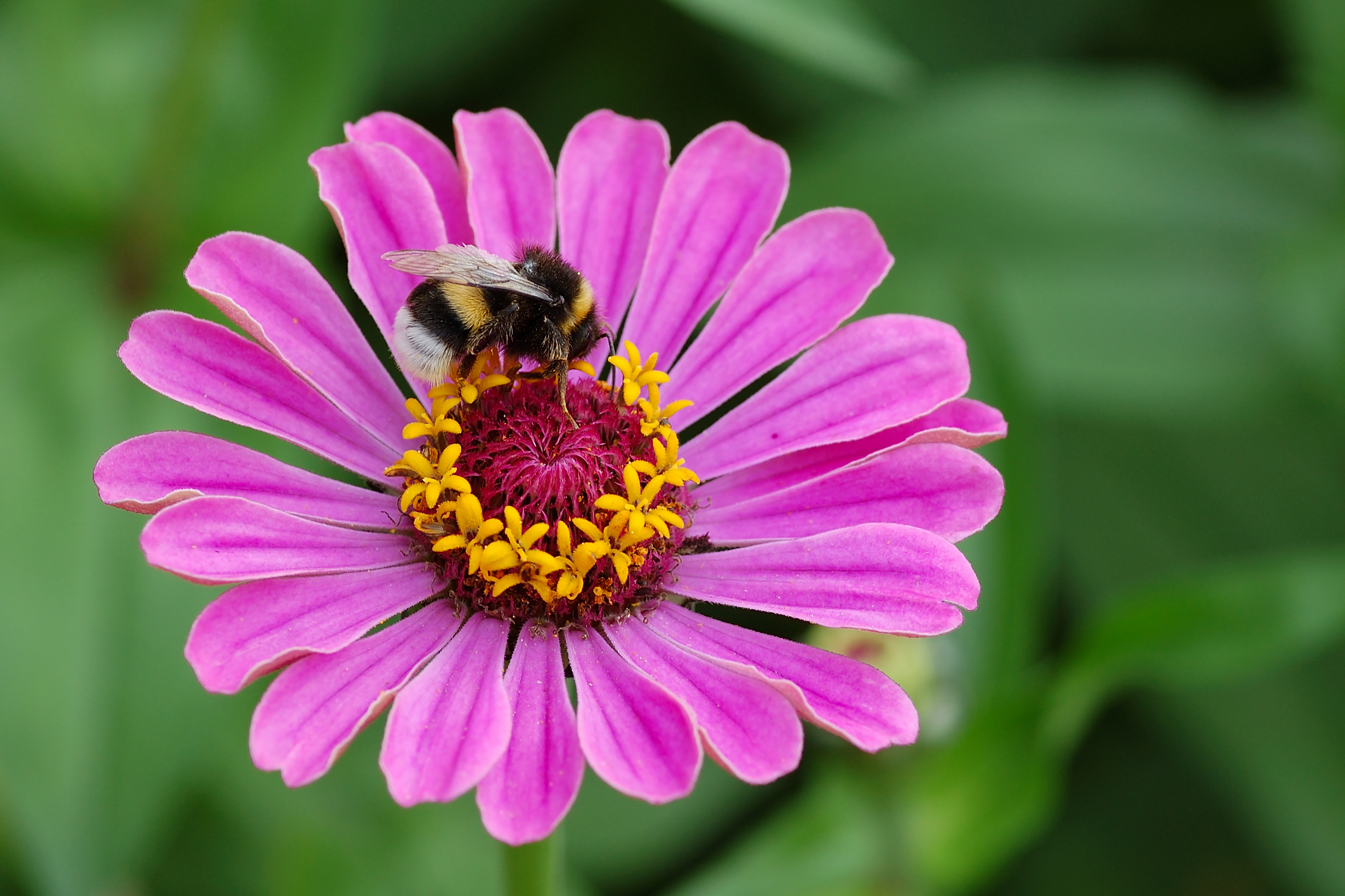
یک زنبور مخملی در حین جمع‌آوری گرده و شهد گل آهاری